# Cupa României 1940/41
Der Cupa României im Jahr 1941 war das achte Turnier um den rumänischen Fußballpokal. Sieger wurde zum fünften Mal in Folge Rapid Bukarest, das sich im Finale am 7. September 1941 gegen Unirea Tricolor Bukarest durchsetzen konnte.

## Modus
Die Klubs der Divizia A stiegen erst in der Runde der letzten 32 Mannschaften ein. Es wurde zunächst jeweils nur eine Partie ausgetragen. Stand diese nach 90 Minuten unentschieden, folgte eine Verlängerung von 30 Minuten. Erst wenn diese ebenfalls unentschieden endete, wurde ein Rückspiel ausgetragen, um eine Entscheidung herbeizuführen. Endete auch das Rückspiel nach Verlängerung unentschieden, wurde so lange das Heimrecht getauscht, bis ein Sieger feststand.

## Sechzehntelfinale
| Datum            |                          | Ergebnis              |                          |
| ---------------- | ------------------------ | --------------------- | ------------------------ |
| 16. Oktober 1940 | Unirea Tricolor Bukarest | 3:2 (1:1)             | Militari Bukarest        |
|                  | Rapid Bukarest           | 4:2 (3:1)             | Leonida Bukarest         |
|                  | Venus Bukarest           | 4:2 (3:1)             | CFR Bukarest Triaj       |
| 27. Oktober 1940 | Metrom Brașov            | 1:7 (1:2)             | Sportul Studențesc       |
|                  | Juventus Bukarest        | 4:1 (3:1)             | Socec Lafayette Bukarest |
|                  | Carmen Bukarest          | 3:2 (2:0)             | Olympia Bukarest         |
|                  | Metalosport Călan        | 2:1 (1:0)             | Mica Brad                |
|                  | AS Constanța             | 2:3 (1:3)             | FC Ploiești              |
|                  | UM Cugir                 | 5:2 (4:1)             | Chinezul Timișoara       |
|                  | Gloria CFR Galați        | 3:0 n. V.             | FC Brăila                |
|                  | Ateneul Tătărași Iași    | 5:10 n. V. (5:5, 3:3) | Franco Româna Brăila     |
|                  | Jiul Petroșani           | 2:0 (0:0)             | UDR Reșița               |
|                  | Rapid Timișoara          | 5:2 (4:2)             | Gloria Arad              |
|                  | CFR Turnu Severin        | 3:1 (0:1)             | FC Craiova               |
| 8. November 1940 | Crișana CFR Arad         | 4:2 n. V. (2:2, 2:1)  | Ripensia Timișoara       |
|                  | Electrica Timișoara      | 2:1 (1:1)             | CFR Timișoara            |

## Achtelfinale
| Datum          |                      | Ergebnis             |                          |
| -------------- | -------------------- | -------------------- | ------------------------ |
| 20. April 1941 | UM Cugir             | 1:3 (0:1)            | Juventus Bukarest        |
| 23. April 1941 | Franco Româna Brăila | 0:3 n. V.            | Unirea Tricolor Bukarest |
|                | Venus Bukarest       | 3:2 n. V. (2:2, 0:1) | Sportul Studențesc       |
|                | Metalosport Călan    | 13:0 1               | Jiul Petroșani           |
|                | Gloria CFR Galați    | 0:3 (0:2)            | Rapid Bukarest           |
|                | FC Ploiești          | 1:0 (0:0)            | Carmen Bukarest          |
|                | CFR Turnu Severin    | 1:2 (0:0)            | Rapid Timișoara          |
| 24. April 1941 | Crișana CFR Arad     | 2:1 (1:0)            | Electrica Timișoara      |

## Viertelfinale
| Datum        |                          | Ergebnis  |                   |
| ------------ | ------------------------ | --------- | ----------------- |
| 22. Mai 1941 | Rapid Timișoara          | 4:0 (2:0) | FC Ploiești       |
| 25. Mai 1941 | Rapid Bukarest           | 5:1 (1:0) | Juventus Bukarest |
|              | Unirea Tricolor Bukarest | 6:0 (6:0) | Metalosport Călan |
|              | Venus Bukarest           | 3:0 (1:0) | Crișana CFR Arad  |

## Halbfinale
| Datum         |                          | Ergebnis  |                 |
| ------------- | ------------------------ | --------- | --------------- |
| 11. Juni 1941 | Unirea Tricolor Bukarest | 4:1 (2:1) | Rapid Timișoara |
|               | Venus Bukarest           | 2:4 (0:1) | Rapid Bukarest  |

## Finale
| Paarung                  | Rapid Bukarest – Unirea Tricolor Bukarest |
| Ergebnis                 | 4:3 (1:1) |
| Datum                    | 7. September 1941 |
| Stadion                  | Stadionul ANEF, Bukarest |
| Zuschauer                | 9.000 |
| Schiedsrichter           | Mihail Petrescu (Bukarest) |
| Tore                     | 1:0 Radu Florian (4.) 1:1 Theodoru Cricitoiu (31.) 2:1 Iuliu Baratky (48.) 3:1 Ion Bogdan (49.) 4:1 Ion Bogdan (52.) 4:2 Theodoru Cricitoiu (55.) 4:3 Theodoru Cricitoiu (75.)                                        |
| Rapid Bukarest           | Róbert Szádowsky, Remus Ghiurițan, Iosif Lengheriu, Vintilă Cossini, Gheorghe Rășinaru, Johann Wetzer, Vilim Šipoš, Ioachim Moldoveanu, Iuliu Baratky, Radu Florian, Ion Bogdan Cheftrainer: Iuliu Baratky            |
| Unirea Tricolor Bukarest | Vasile Cristea, Ilie Iliescu, Constantin Marinescu, Nicolae Florea, Constantin Anghelache, Tudor Paraschiva, Ioan Bodea, Ion Dumitrescu, Sony Niculescu, Ștefan Cârjan, Theodoru Cricitoiu Cheftrainer: Ștefan Cârjan |